# Ванессы
Ванессы (лат. Vanessa) — род дневных бабочек из семейства Nymphalidae. Отличительной чертой данного рода является то, что передние ноги бабочек напоминают щеточки; они покрыты густыми волосками.

## Этимология названия
Касательно происхождения родового названия Vanessa существует несколько версий. Согласно одной из них, оно произошло от одноимённого женского имени. Также принято считать, что название созвучно с древнегреческим вариантом слова «Phanessa», что означает божество-демиург, что скорее всего маловероятно. Фактически, имя божества в оригинале звучит как «Phanes» (русский вариант Фанет). Название роду дал датский энтомолог Иоганн Христиан Фабриций, который преимущественно использовал имена древних божеств при наименовании новых таксонов.

## Описание
Отличается яркой и пестрой окраской. Центральная ячейка на задних крыльях замкнута. Внешний край крыльев волнистый с одним более заметным выступом на жилке M1 на передних крылья. Наружный край задних крыльев без заметных выступов. Крылья снизу с рядом субмаргинальных глазчатых пятен.

## Виды
- Vanessa abyssinica (C. & R. Felder, 1867)

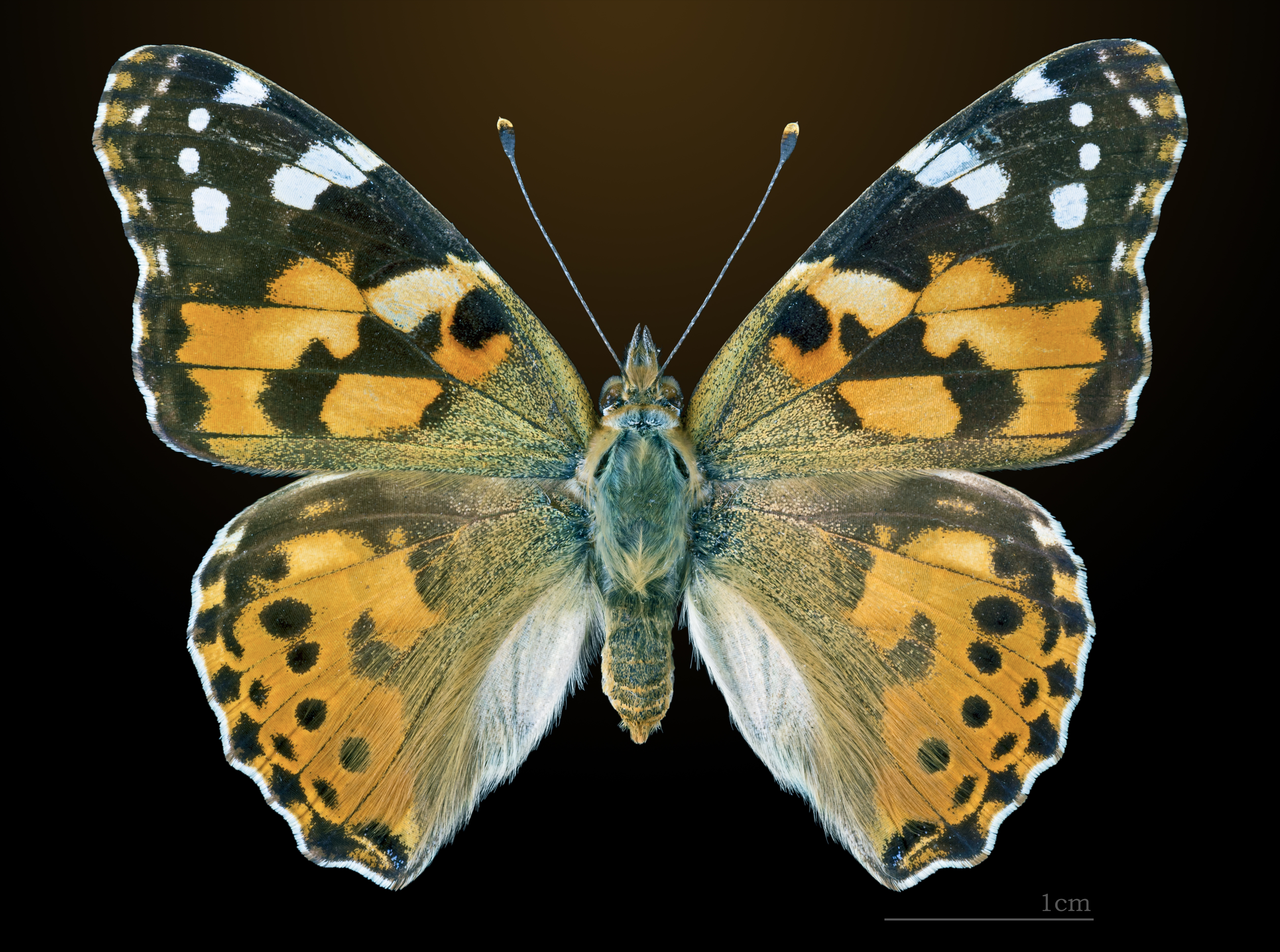
Репейница

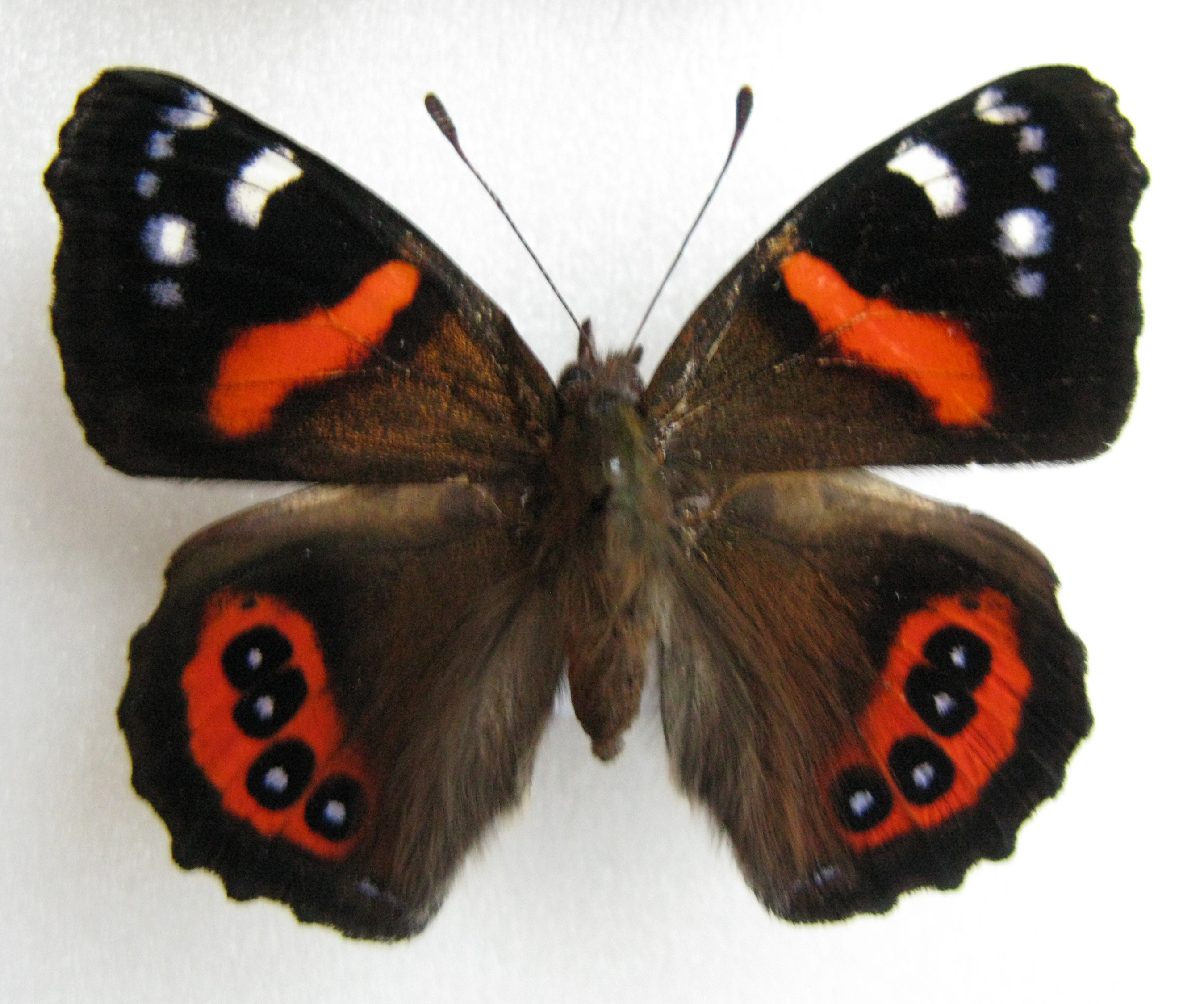
Vanessa gonerilla. Эндемик Новой Зеландии

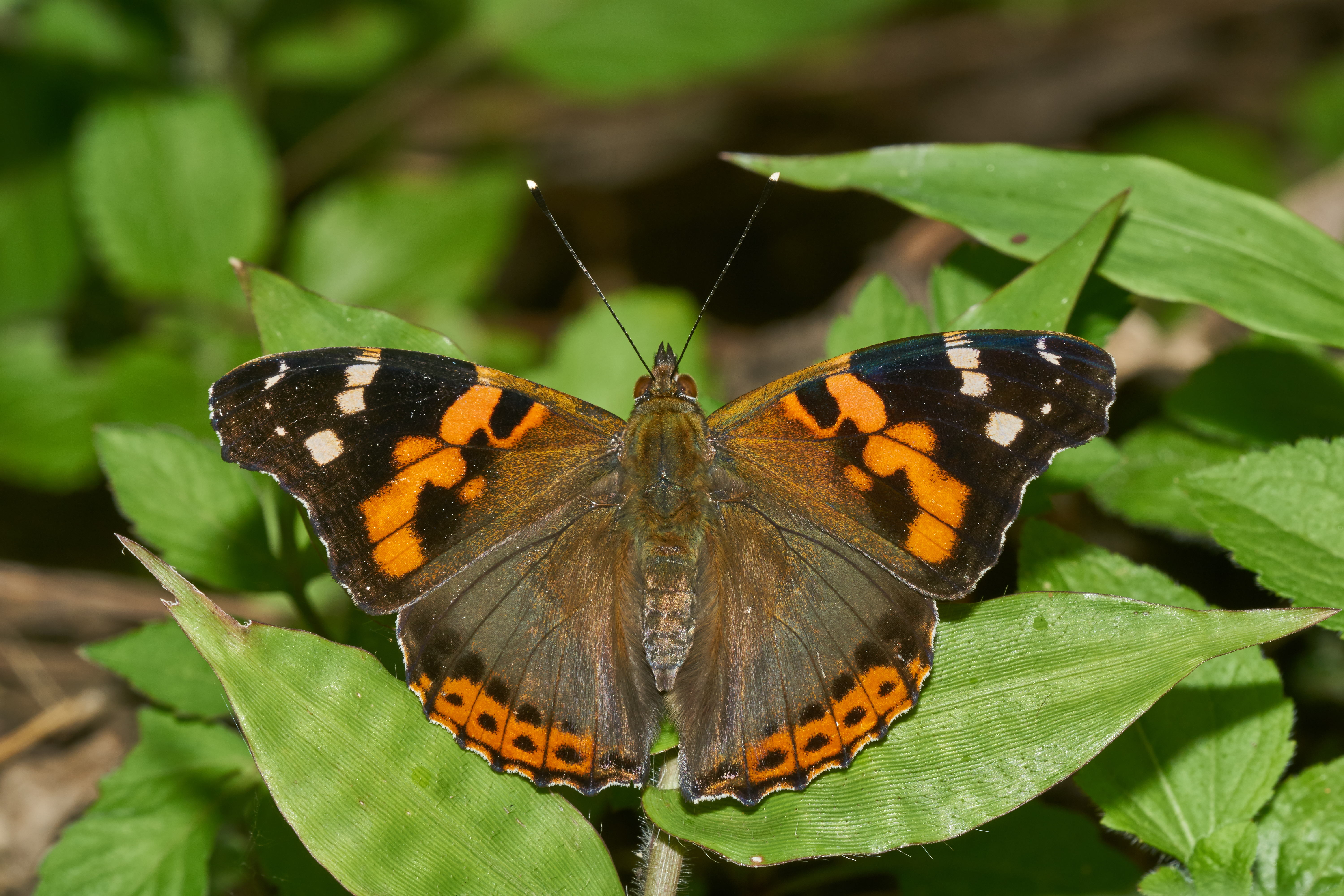
Vanessa indica

- Vanessa altissima (Rosenberg et Talbot, 1914)
- Vanessa annabella (Field, 1971)
- Vanessa atalanta Linné, 1758 — Адмирал
- Vanessa braziliensis (Moore, 1883)
- Vanessa buana Fruhstorfer, 1898
- Vanessa calliroe (Hübner, 1808)
- Vanessa cardui (Linné, 1758) — Репейница, или Чертополоховка
- Vanessa carye (Hübner, 1812)
- Vanessa dejeanii Godart, 1824
- Vanessa dilecta Hanafusa, 1992
- Vanessa gonerilla Fabricius, 1775
- Vanessa indica Herbst, 1794
- Vanessa itea Fabricius, 1775
- Vanessa kershaw McCoy, 1868
- Vanessa myrinna (Doubleday, 1849)
- Vanessa samani Hagen, 1895
- Vanessa tameamea Eschscholtz, 1878
- Vanessa terpsichore Philipi, 1859
- Vanessa virginiensis (Drury, 1773)
- Vanessa vulcania Godart, 1819

## В литературе
В литературе название рода Ванессы встречается в произведении В. В. Набокова «Бледное пламя». Герой романа, знаменитый американский поэт Джон Фрэнсис Шейд, говорит о своей жене, сравнивая её с бабочками рода Ванессы.